# VME버스

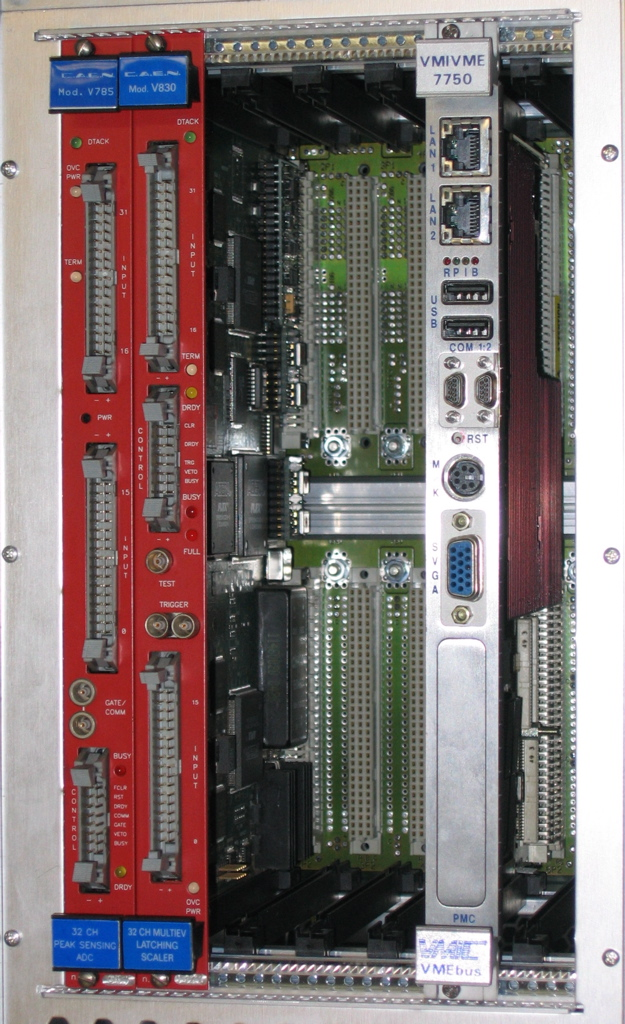
VME64 크레이트의 구성: 왼쪽부터 ADC 모듈, 스케일러 모듈, 프로세서 모듈

VME버스(VMEbus)는 컴퓨터 버스 표준이다. 1970년대 후반에 모토로라가 68000 칩을 개발하면서 공개한 Versa 버스를 유럽 시장에서 그들의 유로카드(Eurocard)에 맞게 바꾸어 크게 성공하자 모토로라사는 이 버스를 유럽의 전자업계에 지원하게 하여 재탄생하게 되는데 이것이 VME버스(Versa Module Eurocard Bus)의 시작이 된다. 후에 여러 회사에서 이 규격에 맞는 보드를 개발하자 IEEE 위원회에서 이를 공식적으로 표준화했다. 그 뒤로 많은 산업용 제품에 채용되어 널리 사용하게 되었다.
VME 버스 성능이 PCI 버스나 컴팩 PCI 버스(Compact PCI)에 미치지 못하자 VME 단체에서 확장된 VME64 버스(VersaModule Eurocard Bus)를 만들었다.  이 확장된 구조는 64 비트 데이터 버스를 가지고 기존 VME와 호환되지만 전송속도는 64 비트에서 80 Mb/s가 된다.

## 특징
본래 IBM-PC는 두개의 카드가 장착된 경우 CPU가 하나의 카드만을 사용할 때는 문제가 없다가도 두개를 같이 사용하면 오작동 하는 등의 문제가 있을 수 있는데 VME의 경우 이러한 문제가 발생하지 않는 호환성이 아주 우수한 것이다. 이러한 것을 상호운용성(interoperability)이 우수하다고 한다.

## VME의 발전
| VME의 발전                  | VME의 발전 | VME의 발전  | VME의 발전             |
| 용어                        | 연도       | 버스 사이클 | 최대 속도 (Mbyte / 초) |
| --------------------------- | ---------- | ----------- | ---------------------- |
| VMEbus32 병렬 버스 리비전 A | 1981       | BLT         | 40                     |
| VMEbus IEEE-1014            | 1987       | BLT         | 40                     |
| VME64                       | 1994       | MBLT        | 80                     |
| VME64x                      | 1997       | 2eVME       | 160                    |
| VME320                      | 1997       | 2eSST       | 320                    |

VME버스의 역사에 대한 더 자세한 정보는 VITA 웹사이트에서 확인할 수 있다.

## 관련 버스
- VXI